# Henry Weekes

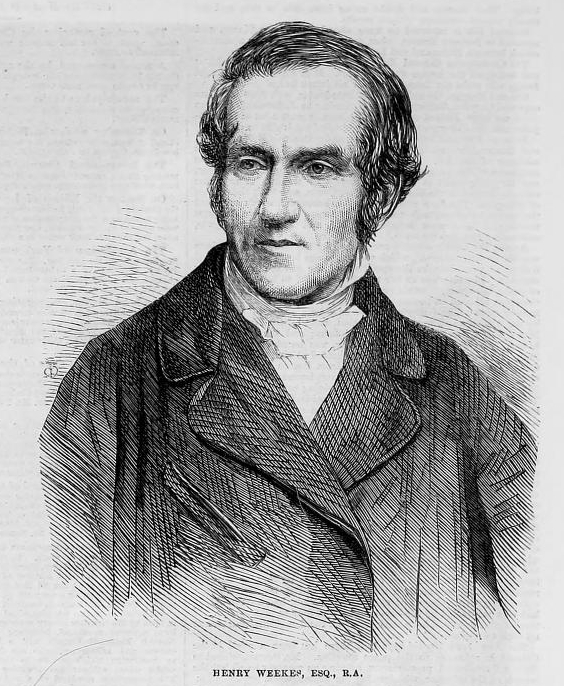
Henry Weekes

Henry Weekes, RA (14 de enero de 1807 – 1877) fue un escultor inglés, principalmente reconocido por sus retratos. Se encuentra entre los escultores más exitosos del periodo victoriano. 
Nacido en Canterbury, realizó la mayor parte de sus obras en Londres, en donde trabajó para William Behnes y Sir Francis Chantrey, antes de hacerse cargo del estudio del último luego de su muerte, en 1841. Sus obras incluyen el primer busto de la Reina Victoria luego de asumir el trono, un monumento de Percy Bysshe Shelley y Mary Shelley, las estatuas para el Martyrs' Memorial en Oxford y parte de las obras del Albert Memorial de Londres.
También fue profesor de escultura de la Royal Academy (1868–76). Sus clases, publicadas en forma póstuma, fueron descritas por el historiador de arte Benedict Read como "la exposición del pensamiento escultural más consistente e inteligente" de su era.

## Vida personal
Weekes nació en Canterbury, Kent, hijo de Capon Weekes, el asistente de un banquero, y de su esposa, Mary Pearson. Cursó sus estudios primarios en King's School, ubicada en su ciudad.
Su hermano menor era el artista William Weekes (1856–1909). De sus cinco hijos, Henry Weekes y Herbert William Weekes fueron pintores reconocidos por sus estudios sobre animales, y Frederick Weekes (1833–1920) fue un artista y experto en indumentaria medieval y diseño. Otro de sus hijos fue John Ernest Weekes.
Retirándose en mayo de 1877, Weekes falleció de una enfermedad del corazón poco después. La fecha y lugar de su fallecimiento no están claros, ya que han sido dados dos diferentes: el 28 de mayo de 1877 en Londres y el 28 de junio del mismo año en Ramsgate, Kent.

## Carrera
Weekes fue aprendiz de William Behnes en Londres (1822–7), ingresando en la Royal Academy Schools en 1823, en donde obtuvo una medalla de plata por una de sus esculturas en 1826. Comenzó a trabajar como asistente del escultor de retratos Sir Francis Chantrey en 1827, permaneciendo con él hasta la muerte de Chantrey en 1841.
Sus primeras comisiones llegaron desde su ciudad natal, Canterbury, e incluyeron bustos de Stephen Lushington, militar de Canterbury, del gobernador de Madras, y de su suegro, George Harris para la Sociedad de Filosofía de Canterbury. Esto llevó a una serie de encargos provenientes de la India para la catedral St. George, ubicada en Madras. En 1838, fue el primer escultor en crear un busto de la Reina Victoria, pedido expresamente por la reina como regalo para su madre, Victoria de Sajonia-Coburgo-Saalfeld. Su sensible descripción de la joven reina estableció su reputación como escultor de retratos.
Luego de la muerte de Chantrey, Weekes tomó su estudio y, por pedido del difunto, completó sus obras sin terminar, principalmente un bronce ecuestre de Arthur Wellesley, el duque de Wellington, para la Royal Exchange. Desde ese entonces, su carrera creció rápidamente; siendo uno de los escultores británicos más exitosos de la era victoriana, dejó un legado de casi £30.000 luego de su muerte. A pesar del éxito considerable que tuvo durante su vida, su reputación no perduró demasiado a través del tiempo, y la llegada de la Nueva Escultura poco después de su fallecimiento llevó a que sus trabajos fuesen olvidados por el público en general.
Como asociado de la Royal Academy desde 1851, fue elegido como uno de los principales representantes de la academia en 1863. En 1851, ganó una medalla dorada de la Real Sociedad del Arte, por un ensayo sobre la Gran Exposición. Fue el profesor de escultura de la academia desde 1868 hasta 1876.

## Principales obras

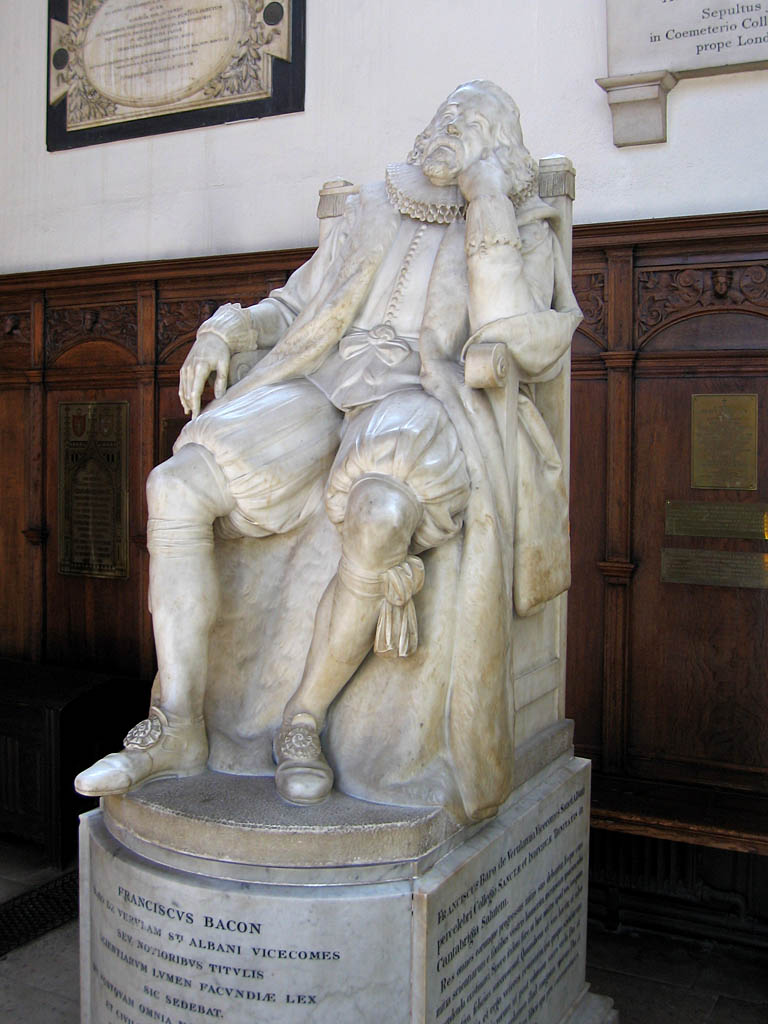
Estatua de Francis Bacon en la capilla Trinity College, Cambridge.

Weekes exhibió 124 obras en la Royal Academy entre 1828 y su fallecimiento, con más de cien retratos. En 1852 escribió que el objetivo de realizar retratos era "ofrecer una perspectiva permanente, mostrando una imagen que no puede conseguir la historia ni las biografías". Sus mejores obras lograron este objetivo, combinando un impacto emocional con un retrato preciso y técnica ejemplar. Un crítico contemporáneo elogió su trabajo por su "sinceridad al retrtar los personajes y la delicadeza de la expresión".
Además del busto realizado en 1838 sobre la Reina Victoria, sus primeras obras destacadas fueron estatuas de Thomas Cranmer, Hugh Latimer y Nicholas Ridley para el Martyrs' Memorial de George Gilbert Scott en Oxford, lo cual completó bajo la dirección de Francis Legatt Chantrey en 1841. Otro encargo de una figura histórica fue una estatua de Francis Bacon, la cual realizó para el Trinity College, Cambridge en 1845.

## Estilo
Originalmente influenciado por Chantrey, Weekes desarrolló un estilo más individual hacia finales de la década de 1840, introduciendo detalles más naturales en sus obras neo-clásicas. Mark Stocker, un experto de la escultura durante la era Victoriana, considera que "Sus esculturas y manuscritos, más que los de cualquier otro escultor contemporáneo, mezclan el clasicismo con el realismo". Weekes estaba, sin embargo, en contra de lo que consideraba realismo, como declaró Carlo Marochetti; siempre se opuso a colorear las esculturas, aplicando en su lugar, por ejemplo, cortes profundos.
Dos monumentos funerarios ejemplifican el estilo de Weekes de este periodo, y son considerados sus mejores trabajos. Realizó uno en 1849 para Samuel Whitbread y Lady Elizabeth Whitbread, en Cardington, Bedfordshire, ejecutado en alto relieve. Muestra a la pareja de rodillas en una posición similar al monumento de Chantrey de 1835 a Reginald Heber ubicado en la Catedral St. Paul, excepto que Lady Elizabeth se apoya sobre el hombro de su esposo con cariño evidente.
Su monumento de mármol a Percy Bysshe Shelley y Mary Wollstonecraft Shelley (1853/4) fue encargado por su hijo, Percy Florence Shelley, y su esposa luego de la muerte de Mary Shelley. A diferencia del posterior memorial a Shelley, realizado por Onslow Ford, Weekes eligió incluir la figura de Mary Shelley. La pose recuerda a la obra de Miguel Ángel Pietà, con el poeta siendo acunado por una figura idealizada de su esposa. En el retrato se ve un cadáver sin sangre, pero con detalles realistas, incluyendo algas alrededor de su brazo, recordando los detalles de la tragedia que acabó con la vida de Shelley, cuando falleció ahogado en Italia. El monumento fue aclamado por la crítica contemporánea, pero la iglesia St. Peter, en donde estaba enterrada Mary Shelley, se negó a aceptar la obra, por lo que fue instalada en Christchurch Priory.

## Trabajos posteriores

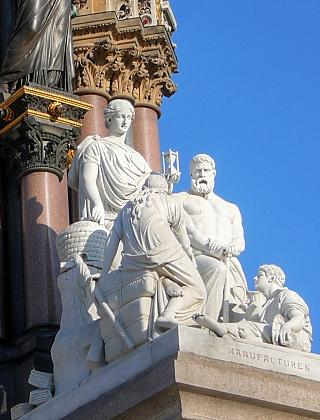
Albert Memorial.

A diferencia de Chantrey, Weekes retrató pocas figuras idealizadas desde 1850 en adelante. The Suppliant (1850), su primer trabajo en este género, aseguró su elección como asociado de la Royal Academy. Resting after a Run, también conocido como Girl with the Hoop (1850/1), muestra a la hija de Frederick J. Reed en una pintura idealizada de la infancia. Como el monumento a Shelley, su popular obra The Young Naturalist (1854), la cual muestra a una niña examinando la naturaleza en la costa marina, yuxtapone el realismo con el idealismo, con un niño vestido con un traje de baño de la década de 1850 atrapando una estrella de mar. Otras obras de este género incluyen Sardanapalus (1861), de la tragedia en verso de Lord Byron sobre el Sardanápalo, y Luna (1866), describiendo a una niña con la luna como fondo. 
También continuó con su éxito con figuras históricas realistas, las cuales estaban en ese momento de moda, con una serie de trabajos incluyendo al cirujano John Hunter, luego de un retrato de Sir Joshua Reynolds para la Universidad de Cirujanos de Londres (1864); William Harvey, con el corazón descansando en su mano derecha, para el Museo de Oxford de Historia Natural en Oxford (1864); Carlos II, acompañado por un spaniel, para el Palacio de Westminster (1869; actualmente en el Old Bailey); y Sir Joshua Reynolds para un jardín diseñado por James Knowles en Leicester Square de Londres (1874).

## Obras

### Esculturas
Las esculturas realizadas por Weekes incluyen: